# Honiggräser
Honiggräser (Holcus) sind eine Gattung innerhalb der Familie der Süßgräser (Poaceae). Die etwa zwölf sind von Europa bis Südwestasien und in Makaronesien, Nordafrika und Südafrika verbreitet.

## Beschreibung
Honiggras-Arten zeichnen sich überwiegend durch eine samtige Behaarung aus.

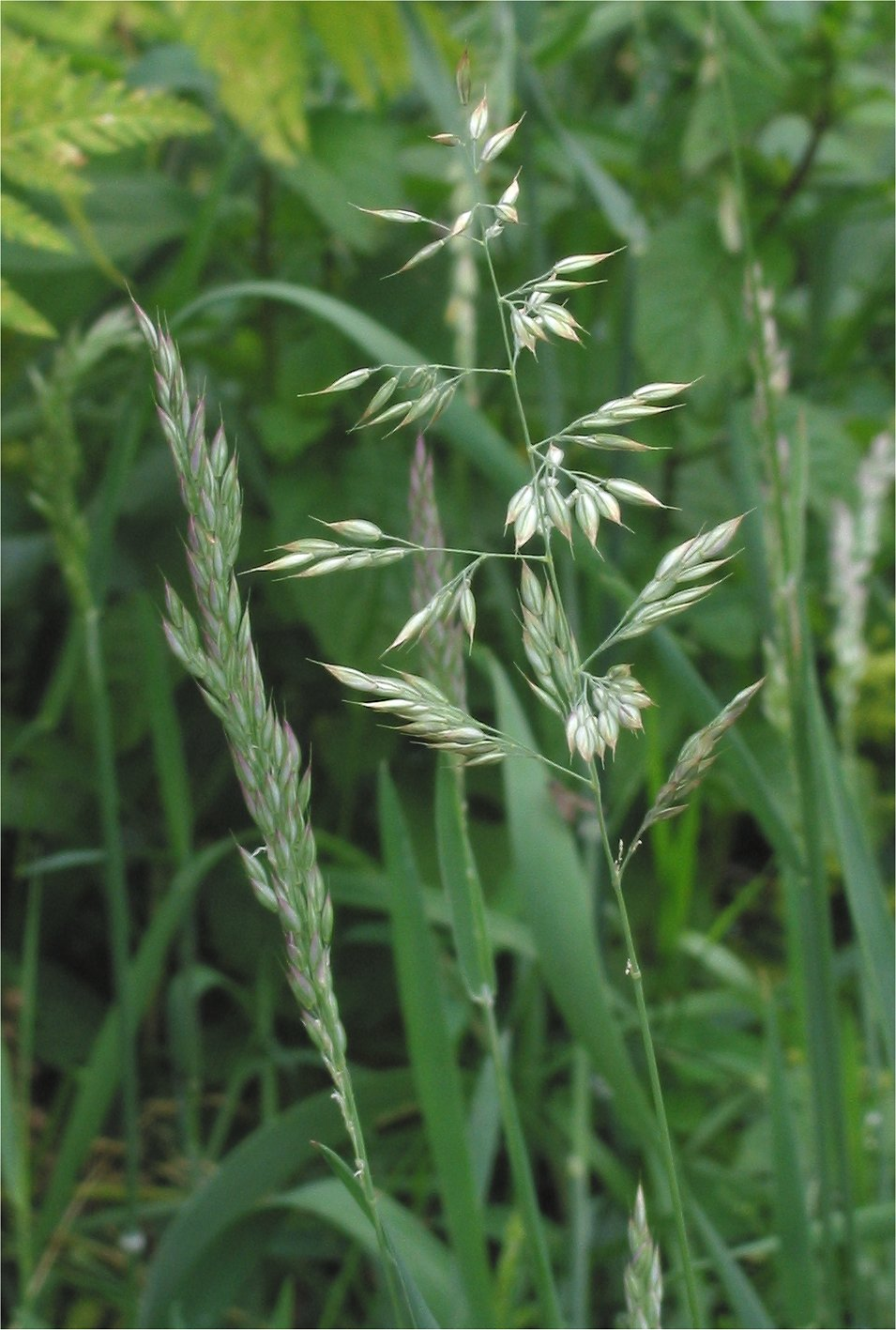
Weiches Honiggras (Holcus mollis)

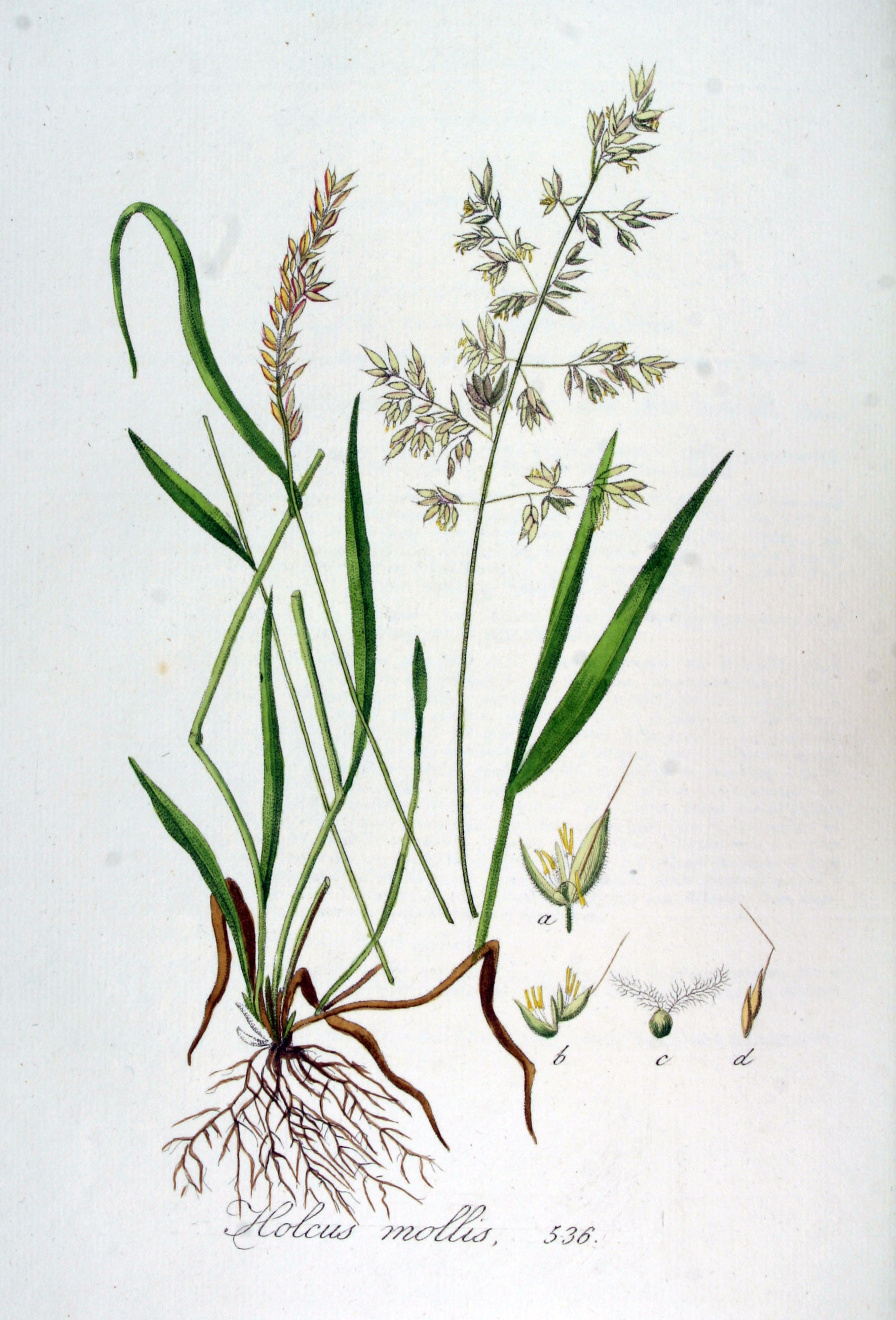
Illustration aus Flora Batava, Volume 7 vom Weichen Honiggras (Holcus mollis)

### Vegetative Merkmale
Honiggras-Arten sind ein- oder mehrjährige krautige Pflanzen. Die Pflanzenteile sind mehr oder weniger behaart. Die Blatthäutchen (Ligulae) sind ein kurzer häutiger Saum. Die Blattspreiten sind in der Knospenlage zusammengerollt, später flach, beiderseits behaart oder kahl. Die Halme haben 2 bis 7 Knoten.

### Generative Merkmale
Die rispigen Blütenstände sind mehr oder weniger dicht. Die Ährchenstiele sind dünn, meist dicht behaart und zerbrechen zur Reifezeit. Die abgeflachten Ährchen enthalten zwei-, selten drei Blüten. Die unterste Einzelblüte ist zwittrig, die obere meist männlich. Die etwas ungleichen Hüllspelzen sind papierartig und umgeben die Deckspelzen und die gesamten Ährchen meist vollständig. Die unteren sind einnervig, die oberen dreinervig. Die meist undeutlich genervten Deckspelzen sind auf dem Rücken gerundet. Die oberen und/oder die unteren Deckspelzen sind begrannt. Die Grannen ragen mehr oder weniger weit aus den männlichen Ährchen heraus. Die Granne ist gekniet; die Untergranne ist gedreht, die Obergranne ist gerade oder hakenförmig nach außen gebogen. Die Vorspelzen sind zweinervig und etwa so lang wie die Deckspelzen. Der Fruchtknoten ist kahl.

## Systematik und Verbreitung
Die Gattung Holcus wurde 1753 durch Carl von Linné in Species Plantarum, Tomus II, Seite 1047 aufgestellt.
Das Verbreitungsgebiet der Gattung reicht von Europa über Makaronesien, Nordafrika und Südafrika bis Südwestasien.
Die Gattung Holcus umfasst je nach Autor etwa zwölf Arten:
- Holcus annuus Salzm. ex C.A.Mey.: Es gibt etwa drei Unterarten:[1]
  - Holcus annuus Salzm. ex C.A.Mey. subsp. annuus: Sie kommt vom Mittelmeerraum bis Transkaukasien vor.[1]
  - Holcus annuus subsp. duriensis (P.Silva) Franco & Rocha Afonso: Sie kommt nur im nordöstlichen Portugal und in nordwestlichen Spanien vor.[1]
  - Holcus annuus subsp. setiglumis (Boiss. & Reut.) M.Seq. & Castrov. (Syn.: Holcus setiglumis Boiss. & Reut.): Sie kommt im südlichen Mittelmeerraum, in Spanien, Italien und Griechenland vor.[1]
- Holcus azoricus M.Seq. & Castrov.: Sie kommt nur auf den Azoren vor. Sie ist vielleicht eine Hybride zwischen Holcus lanatus und Holcus rigidus.[1]
- Holcus caespitosus Boiss.: Dieser Endemit gedeiht auf steinigen Abhängen in Höhenlagen von 2900 bis 3100 Metern nur in der Sierra Nevada im südlichen Spanien.[1][3]
- Holcus gayanus Boiss.: Sie kommt in Spanien und Portugal vor.[1]
- Holcus grandiflorus Boiss. & Reut.: Sie kommt nur in Spanien vor.[1]
- Holcus hierrensis (Stierst.) Stierst. & M.Seq. (Syn.: Holcus mollis subsp. hierrensis Stierst.): Dieser Endemit kommt nur auf der Kanarischen Insel El Hierro vor.[1]
- Wolliges Honiggras[4] (Holcus lanatus L.): Sie kommt von Europa und Nordafrika bis zum Kaukasusraum und in Makaronesien vor.[1]
- Weiches Honiggras[4] (Holcus mollis L.): Sie kommt in Europa und Nordwestafrika vor. Sie ist in der Neuen Welt, Australien und Makaronesien ein Neophyt.[1]
- Holcus notarisii Nyman: Dieser Endemit kommt nur an der Küste des nordwestlichen Italien vor.[1]
- Holcus pintodasilvae M.Seq. & Castrov.: Sie wurde 2013 aus Madeira erstbeschrieben.
- Steifes Honiggras[4] (Holcus rigidus Hochst.): Es kommt nur auf den Azoren vor.[1] In Mitteleuropa wurde es eingeschleppt im nördlichen Bayern beobachtet.[5]
- Holcus setiger Nees: Sie kommt nur in der Capensis in den südafrikanischen Provinzen Nord- sowie Westkap vor.[1]

Außerdem gibt es die Hybride:
- Holcus ×hybridus Wein = Holcus lanatus × Holcus mollis

Nicht mehr zur Gattung Holcus wird gerechnet:
- Holcus saccharatus L. → Sorghum bicolor (L.) Moench
- Holcus sorghum L. → Sorghum cernuum (Ard.) Host.